# Mouvement de libération nationale du Québec
Le Mouvement de libération nationale du Québec (« MLNQ ») était une organisation indépendantiste québécoises créée par Raymond Villeneuve, cofondateur du défunt Front de libération du Québec. L'organisation fut fondée en réaction à la victoire du Non lors du référendum sur l'indépendance du Québec de 1995. Le MLNQ entendait poursuivre la lutte pour l'indépendance par l'organisation de manifestations, par exemple une marche annuelle le 1er juillet à Québec, pour dénoncer l'inféodation du peuple québécois (et en faisant circuler une pétition comptant près de 4 000 signatures, dont celles d'une quinzaine de personnalités québécoises d'envergure: Pierre Falardeau, Andrée Ferretti, Claude Jasmin, Yves Michaud, etc.).
Le Mouvement comptait au moins 500 membres actifs. Il tirait son financement des contributions de ses militants et avait son propre bulletin de liaison, La Tempête. Il s'est distingué par son combat contre ceux qui veulent partitionner le territoire québécois, pour la défense de la langue française et contre toute velléité d'intervention par la force du gouvernement fédéral au Québec advenant une victoire référendaire en faveur de l'indépendance. Certains incidents ont été aussi attribués au MLNQ, comme des actes de vandalisme dans la municipalité majoritairement anglophone de Baie-d'Urfé, sur l'île de Montréal.

## Drapeau
Le drapeau du MLNQ combine trois éléments: l'emblème de l'Habitant armé (tiré d'une peinture d'Henri Julien datant de 1906), symbole des Patriotes qui se sont révoltés en 1837-38, les couleurs du drapeau du Parti patriote ainsi qu'une étoile jaune.
Ce drapeau est forcément beaucoup plus vieux que le MLNQ fondé en 1995, car il est parodié en couverture du magazine CROC n°2, paru en novembre 1979, dans un dessin qui fait à la fois référence au "Déclubage" (la fondation des ZEC par la nationalisation des clubs de chasse et pêche) en 1978. On y retrouve à la fois les trois bandes, l'étoile jaune et le personnage.

## Extraits
- « Du début des années soixante jusqu'au recensement de 1996, 400,000 anglophones quittaient notre territoire. Dans les années fastes qui suivirent les actions du FLQ, la prise du pouvoir par le PQ et l'adoption de la loi 101, le Québec bénéficia d'un exode spectaculaire des Anglais vers "leur pays ", le Canada. »[4]

- « De 1971 à 1981, plus de 130 000 d'entre eux décidaient de prendre la route vers des contrées plus accueillantes pour tous ceux de leur espèce. Après quoi, ce taux de départs diminua peu à peu jusqu'à 1991. »[5]

## Note et référence
1. ↑  Geneviève Riel-Roberge, « Les manifestants du MLNQ se sont fait entendre »(Archive.org • Wikiwix • Archive.is • Google • Que faire ?), sur canoe.ca (consulté le 25 mars 2018)
2. ↑  Jeanne Corriveau et Geneviève Otis-Dionne, « Vandalisme à Baie-d'Urfé - Une poignée de militants du MLNQ plaident non coupables », sur canoe.ca, 29 octobre 2003 (consulté le 25 mars 2018)
3. ↑  CROC n°2
4. ↑  Texte attribué à Raymond Villeneuve dans , ce qui semble être le n°41 d'un journal inaccessible depuis la partie principale de ce qui semble être l'ancien site du MLNQ  avant qu'il déménage vers le domaine mlnq.net aujourd'hui disparu
5. ↑  Mot du Président